# Рунические камни

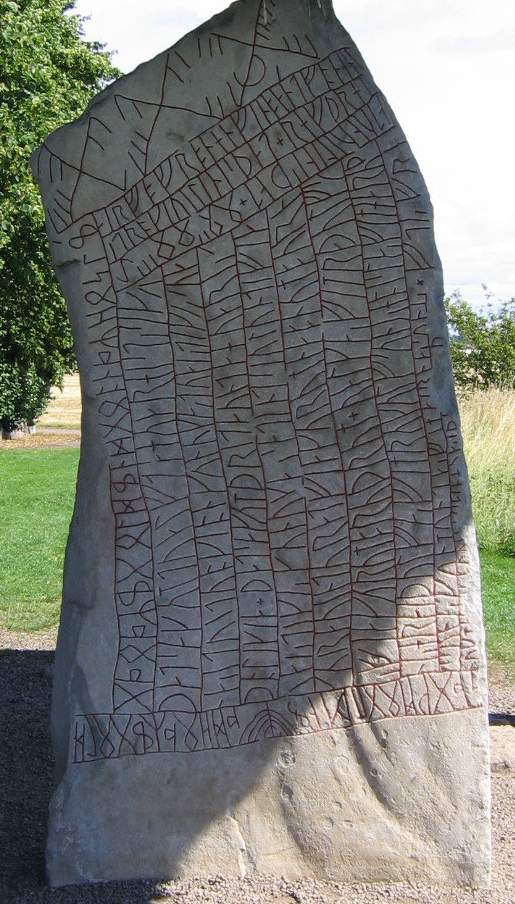
Рёкский рунический камень

Руни́ческий ка́мень — валун с вырезанной на нём рунической надписью. 
Хотя наибольшее число рунных камней оставили по себе викинги IX—XI веков, наиболее древние рунические камни датируются IV столетием, наиболее поздние — XIX веком. Свингерудский рунический камень — древнейший из обнаруженных рунных камней, датирован I—III веком. Большинство рунических камней находятся в Скандинавии, остальные рассеяны по местам, которые посещались скандинавами в эпоху викингов. Березанский рунический камень XI века найден на острове Березань недалеко от Днепро-Бугского лимана.
На рунические камни зачастую наносились изображения, но их не следует путать с чисто картинными камнями, где были только изображения.

## Примеры
- Рёкский рунический камень
- Кенсингтонский рунический камень
- Рунные камни в Еллинге
- Ингваровы камни
- Варяжские рунические камни

## Славянские аналоги
- Борисовы камни
- Стерженский крест
- Тмутараканский камень